# シュー (カード)

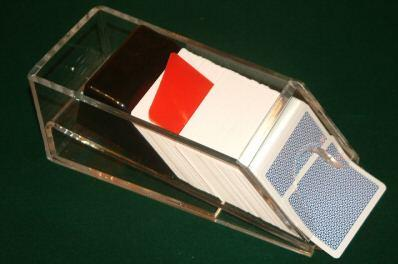
カットカード（赤）と共に4デッキのカードを保持しているシュー

ディーリングシュー（dealing shoe）またはディーラーズシュー（dealer's shoe）は、主にカジノで使われるゲーミングデバイスであり、複数のトランプのデッキを保持するためのものである。 シューを使用することで、シャッフル間の時間を短縮してより多くのゲームをプレイでき、ディーラーによる不正行為の機会を減らすことができる。 ブラックジャック（カードカウンティングが可能）のような一部のゲームでは、複数のデッキを使用することでハウスエッジ（控除率）を高めることがある。

## 歴史
1961年以前、ラスベガスのカジノでは、ブラックジャックはすべてシングルデッキ（1組のトランプ）から配られていた。 ジョン・スカーニーは、ネバダ州ゲーミング管理委員会に対し、ブラックジャックはシュー（スカーニーの発明品）から配られなければならないという州規則を制定するよう提案した。 そのような規則が可決されることはなかったが、現在、ネバダ州のほとんどのカジノでは複数デッキ用のシューからカードが配られている。 ハバナのヒルトンのゲーミングアドバイザーとして、スカーニーはプエルトリコやキューバにもシューを導入した。 この装置が「シュー（靴）」と呼ばれるのは、初期のバージョンが女性のハイヒールに似ており、しばしば赤や黒に塗装されていたためである。

## 使用法
ディーリングシューには様々な色やサイズがあり、保持できるデッキ数（2、4、6、または8デッキ）によって異なる。
カードがシューにセットされる際、ディーラーはカットを行うために使用したのと同じ、明るい色の無地のプラスチックカード（カットカード）を挿入する。 このカードが引かれると、現在のゲームが次のシャッフル前に行われる最後のゲームであることを示す。 これは、カードの全在庫のかなりの部分（通常は約25パーセント）が決してプレイされないため、カードカウンティングによるプレイヤーの有利さを軽減するのに役立つ。 配られるカードの割合は、ときにペネトレーションと呼ばれる。